# آغ‌دره (تووز)
آغ‌دره (به لاتین: Ağdərə) یک منطقه مسکونی در جمهوری آذربایجان است که در شهرستان تووز واقع شده است. آغ‌دره ۳۰۰ نفر جمعیت دارد.